# Římov
Římov (deutsch Rimau) ist eine Gemeinde in Tschechien. Sie liegt 14 km südlich von České Budějovice und gehört zum Okres České Budějovice.

## Geographie
Římov befindet sich unterhalb des Stausees Římov an der Maltsch.
Nachbarorte sind Borek und Hamr im Norden, Dolní Stropnice und Pašinovice im Nordosten, Dolni Řimov und Branišovice im Osten, Mokrý Lom im Südosten, Kladiny und Hrachovy Hory im Süden, Velešín, Holkov und Horní Vesce im Südwesten, Dolní Vesce und Horní Římov im Westen sowie Krasejovka, Bartochov und Otmanka im Nordwesten.

## Geschichte
Die Siedlung Římov entstand wahrscheinlich im 13. Jahrhundert und gehörte Familien aus dem niederen Adel. Die ersten schriftlichen Erwähnungen von Římov stammen aus den Jahren 1383 (Oberrimau) und 1395 (Festung in Unterrimau). 1626 ging Římov an Ulrich von Eggenberg auf Krumau über. Eggenberg schenkte das Gut Římov dem Krumauer Jesuitenkolleg. Die Jesuiten machten Římov zu einem Pilgerzentrum und errichteten 1648 einen Kreuzweg mit 25 Stationen.

## Gemeindegliederung
Die Gemeinde Římov besteht aus den Ortsteilen Branišovice (Branschowitz), Dolní Stropnice (Stropnitz), Dolní Vesce (Unter Wesce), Horní Vesce (Ober Wesce), Kladiny (Kladenin) und Římov (Rimau) sowie den Wohnplätzen Betlém, Hamr, Klady, Mlejnek, U Mareše, Větrník und Želivy. Der Kernort besteht aus den Ortslagen Dolní Římov (Unter Rimau) und Horní Římov (Ober Rimau). Grundsiedlungseinheiten sind Betlém, Branišovice, Dolní Stropnice, Dolní Vesce, Horní Vesce, Kladiny und Římov.
Das Gemeindegebiet gliedert sich in die Katastralbezirke Branišovice u Římova, Dolní Stropnice und Římov.

## Sehenswürdigkeiten
- Heiliggeist-Kirche
- denkmalgeschützter, etwa 650 Jahre alter Lindenbaum vor der Kirche

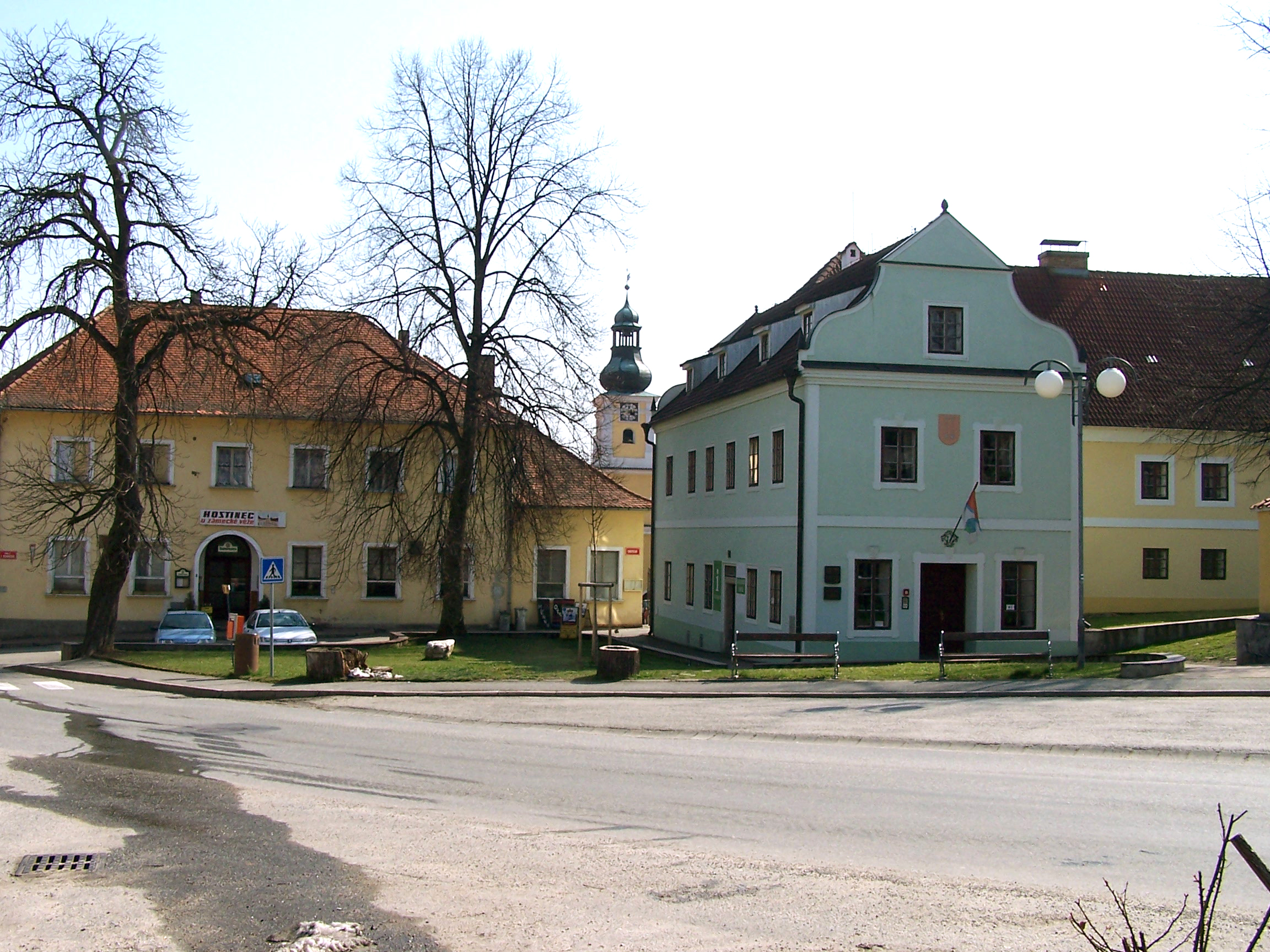
Schlösschen in Dolní Římov, Residenz der Jesuiten
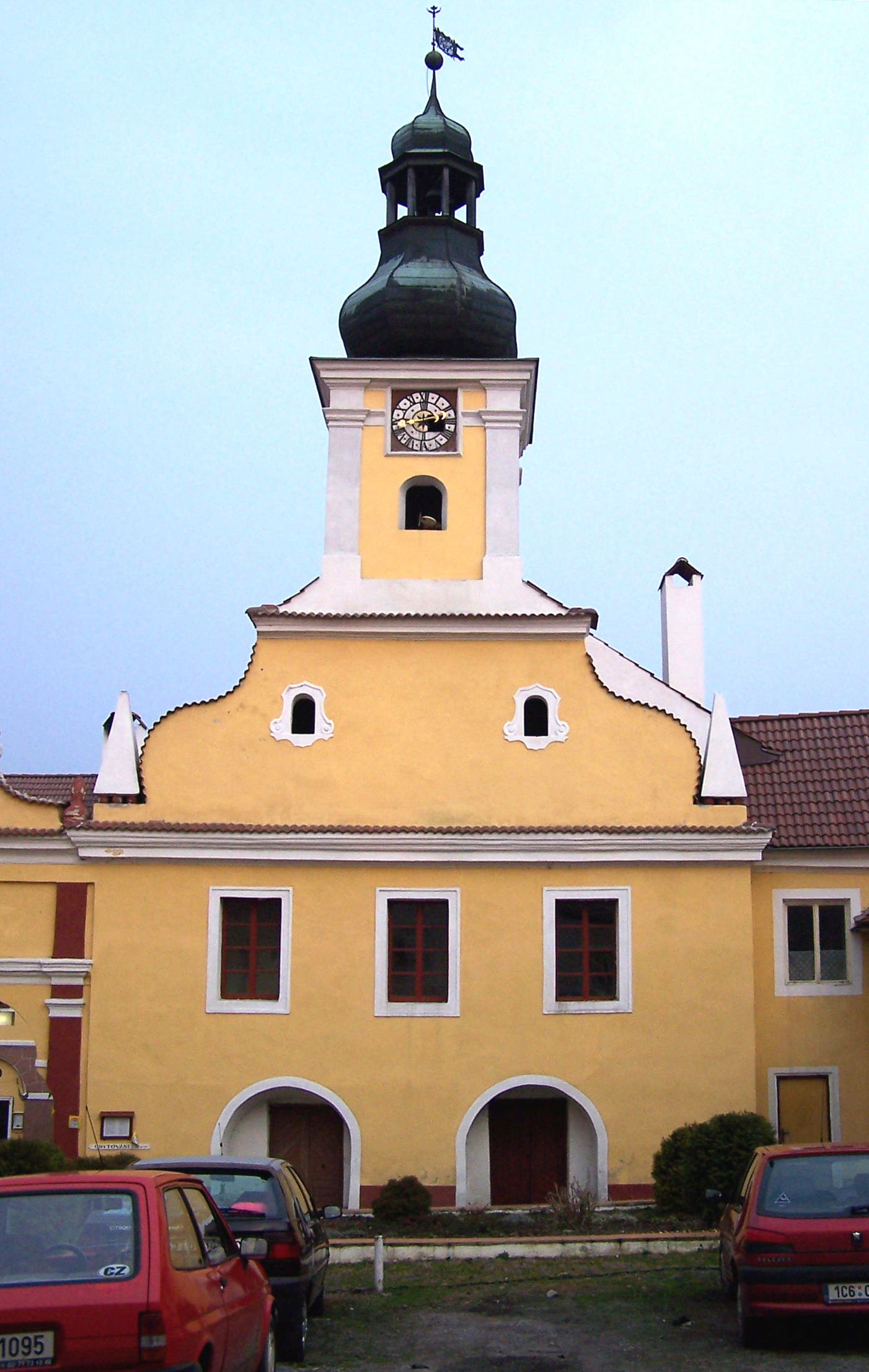
Schlösschen in Dolní Římov
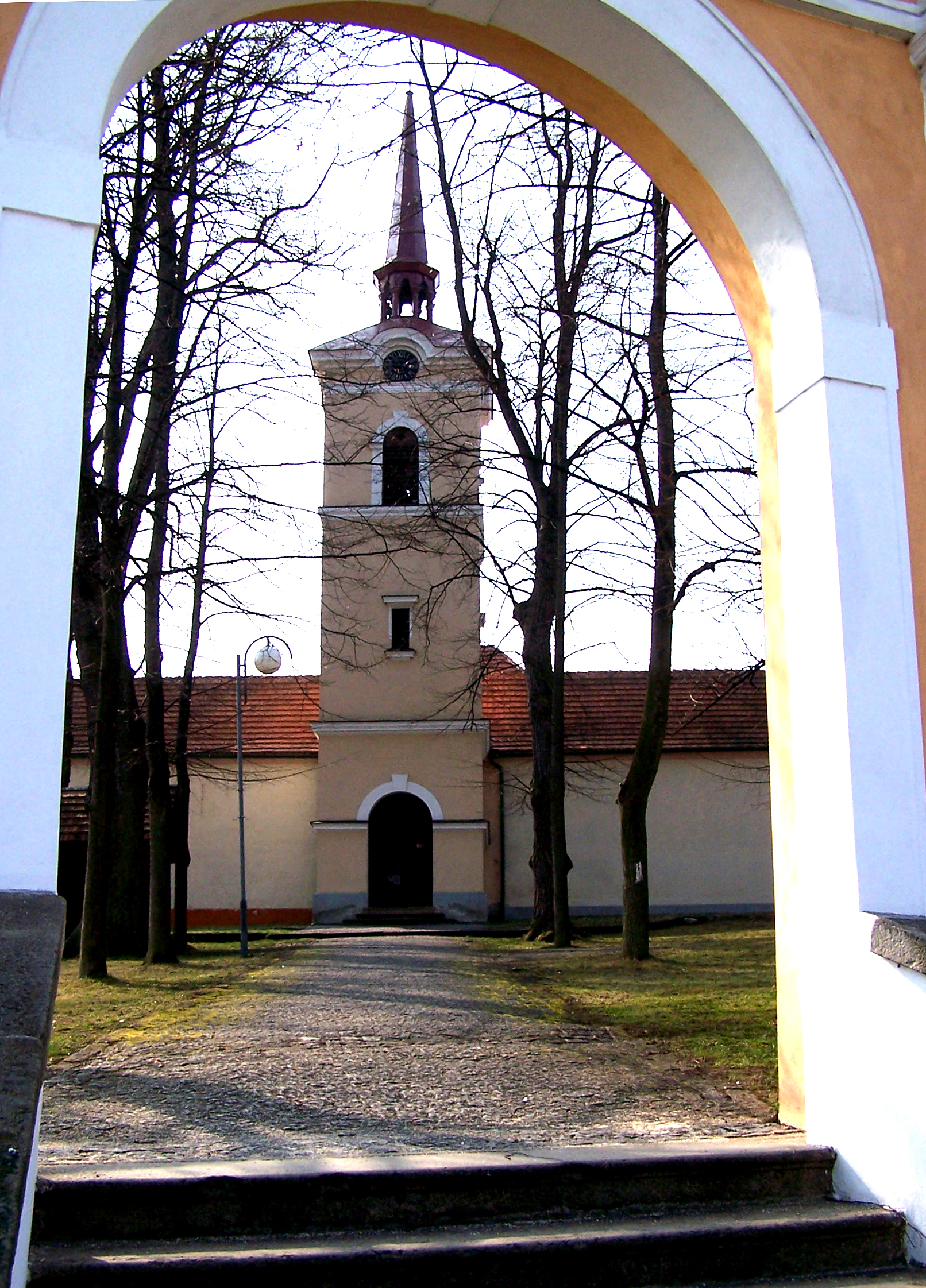
Eingangstor zum Kirchenareal
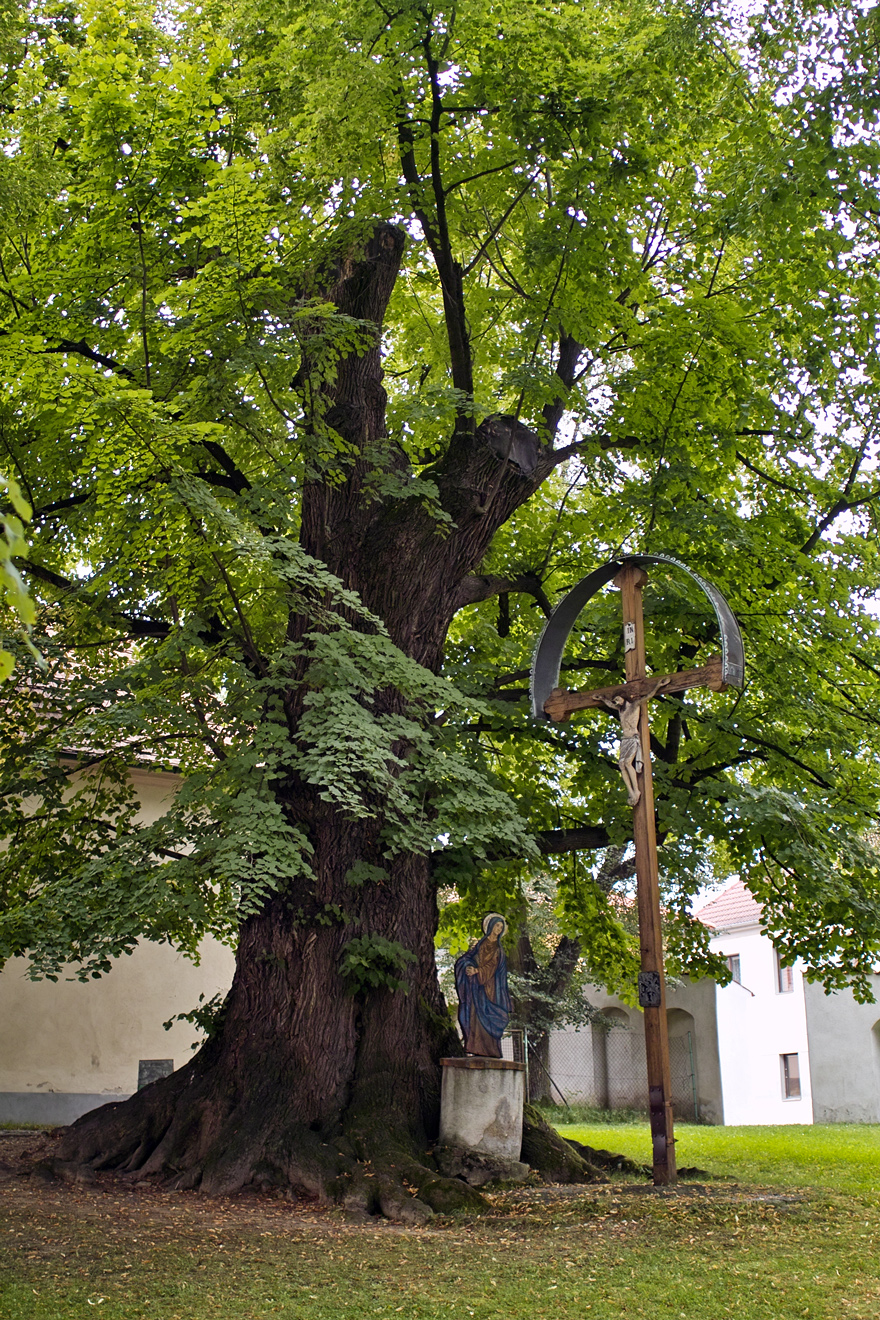
Denkmalgeschützte Linde vor der Kirche
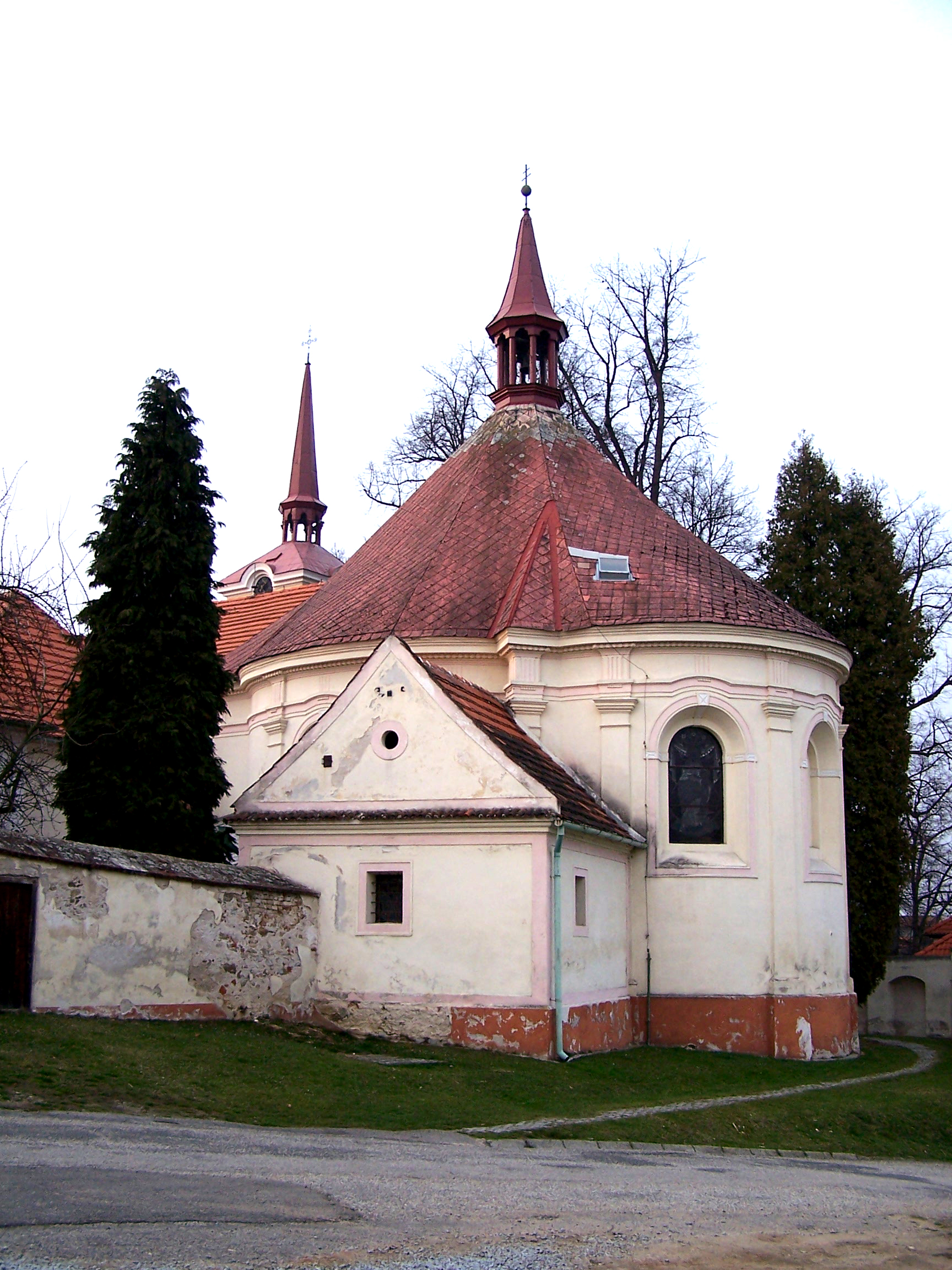
Loretto-Kapelle an der Heiliggeist-Kirche
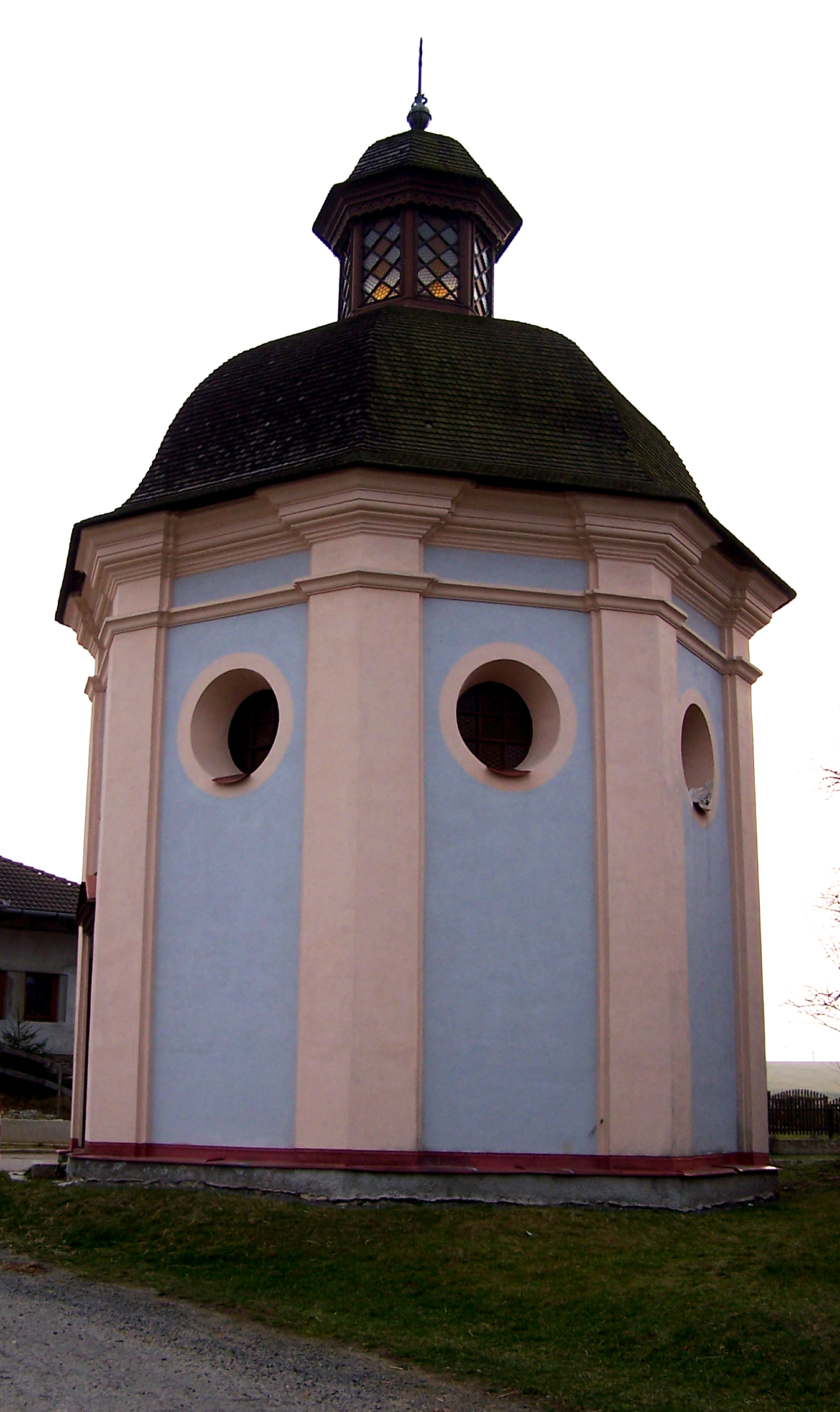
Kreuzwegstation Loučení Panny Marie s Ježíšem (Abschied Marias von Jesus)
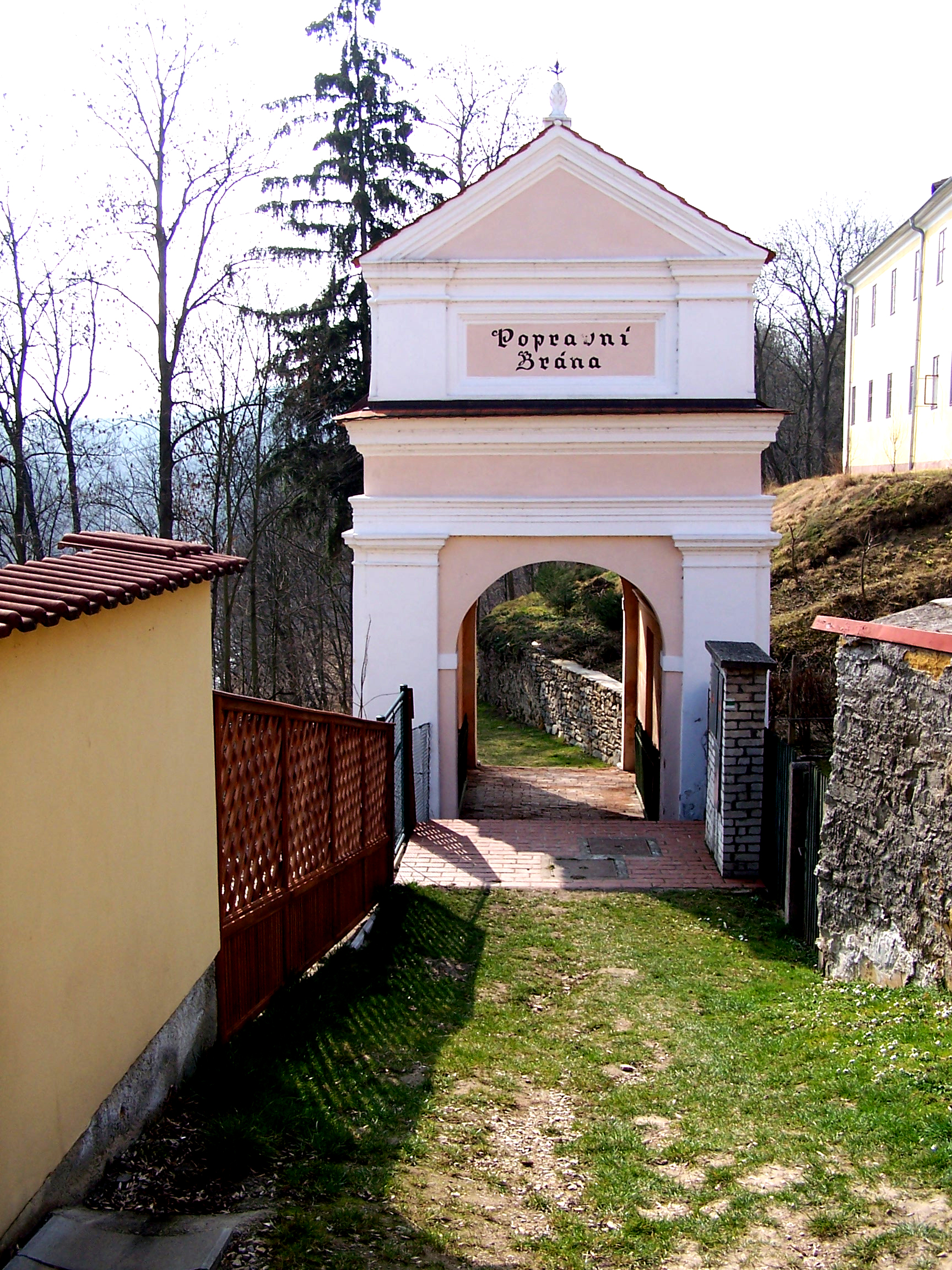
Kreuzwegstation Popravní brána (Gerichtstor)
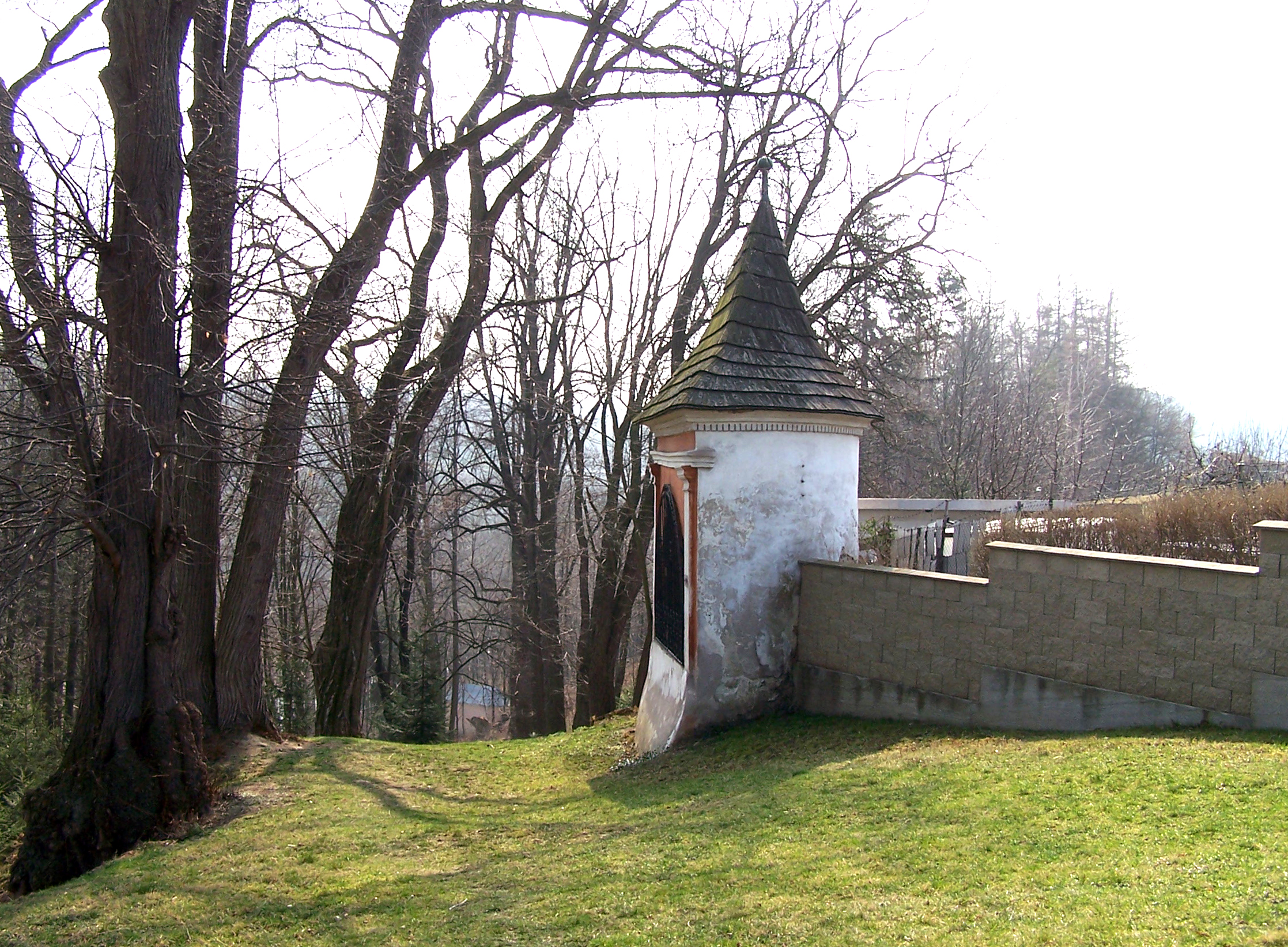
Kreuzwegstrecke zum Heiligen Grab
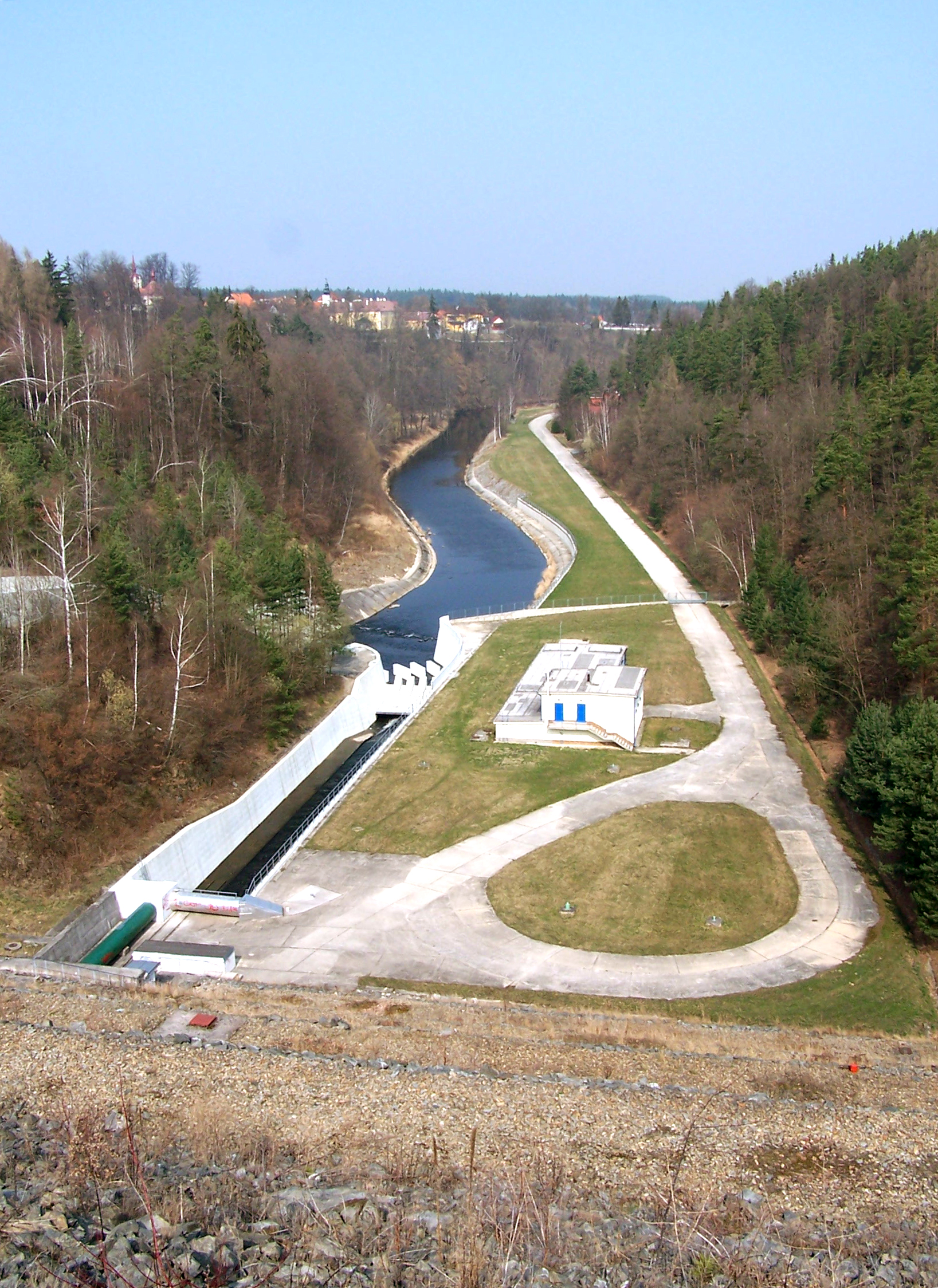
Staudamm von Římov
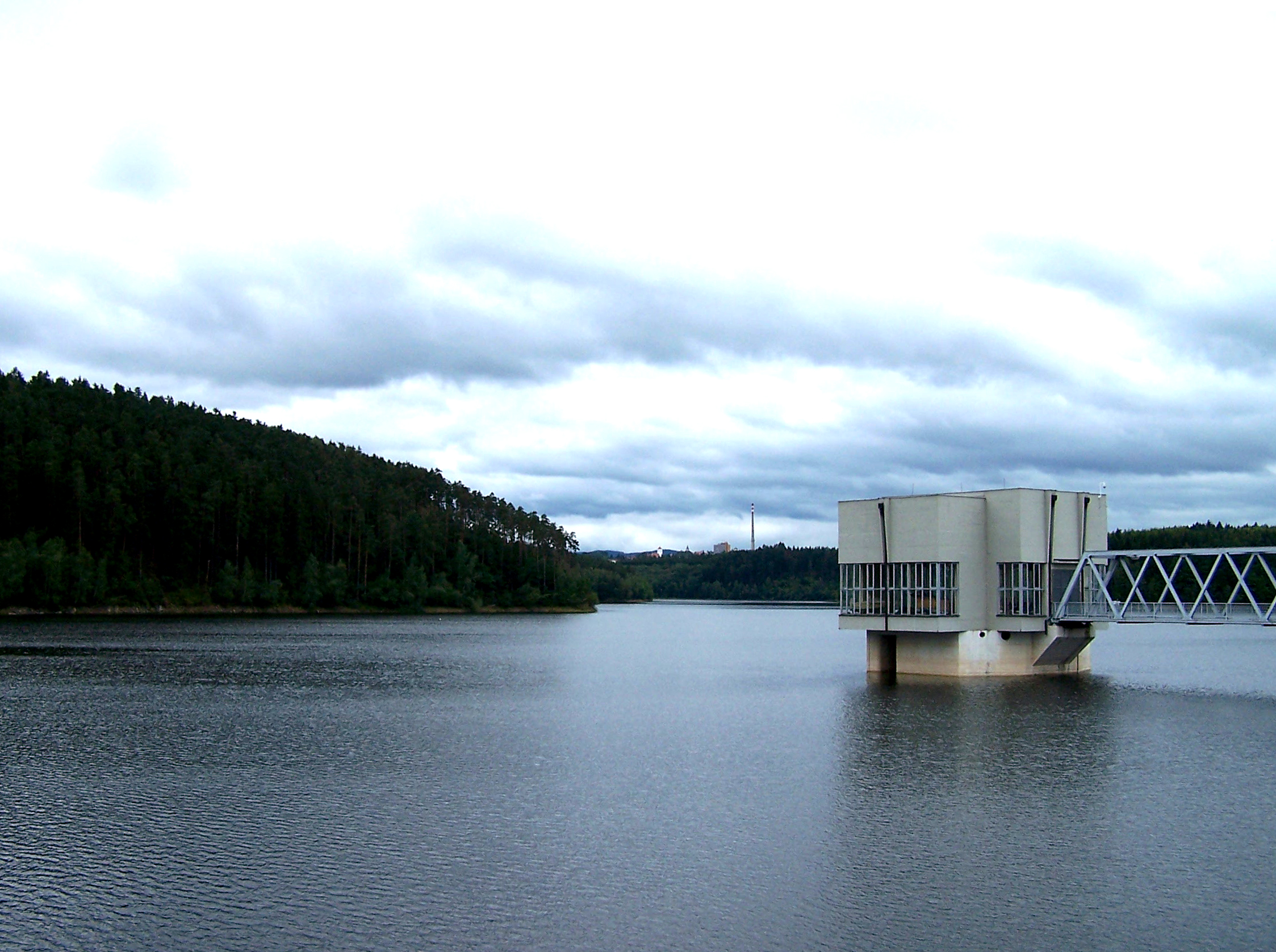
Stausee mit Turm zur Trinkwasserentnahme
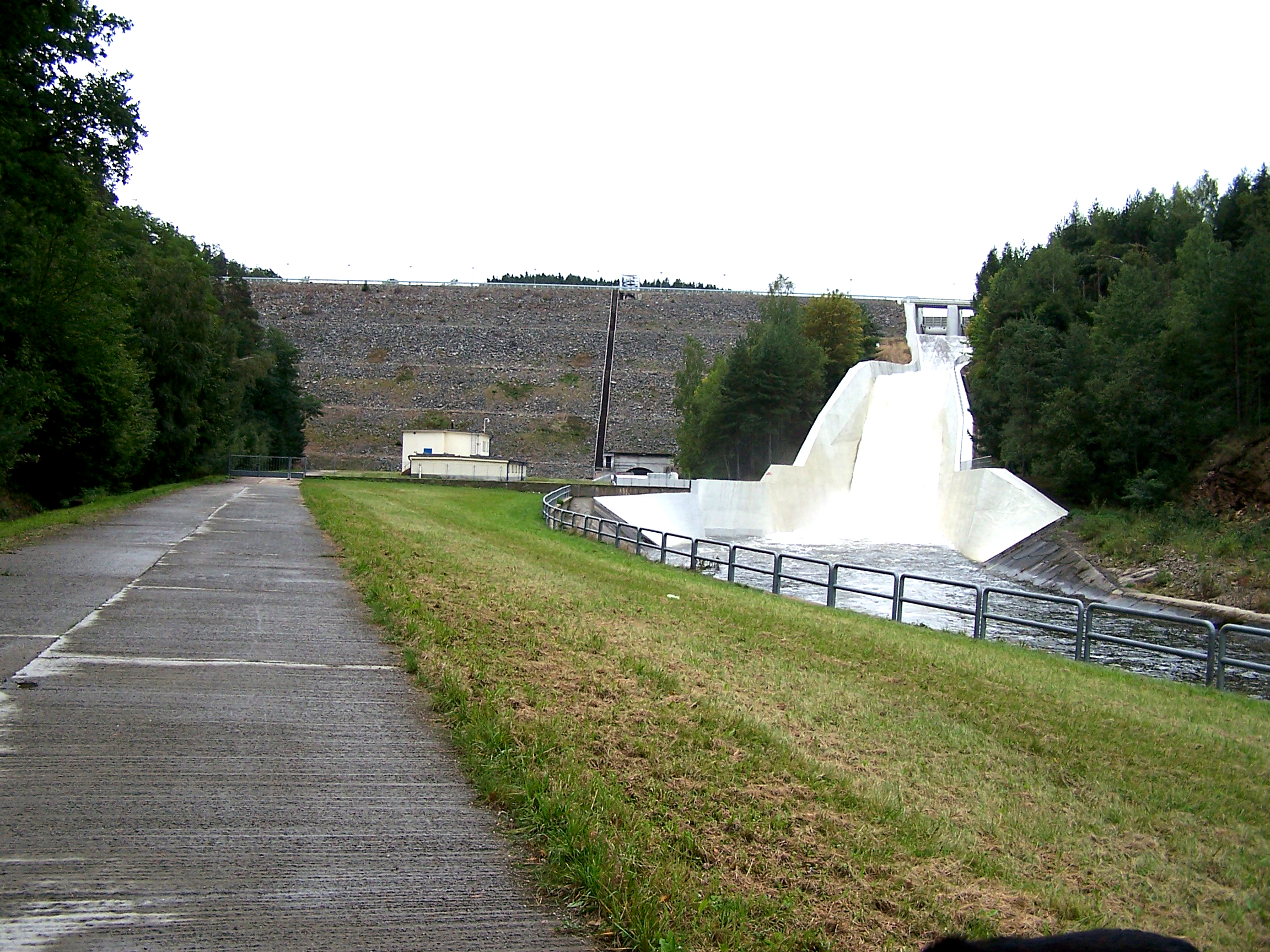
Überlauf der Talsperre

### Kreuzweg
Der barocke Kreuzweg befindet sich nördlich des Dorfes. Er besteht aus 25 Stationen an einem Rundweg von etwa 4 km Länge. Er stellt den Leidensweg Christi in Jerusalem nach. Die sakralen Kleinbauwerke passen sich in die Landschaft um Římov ein. Jeden Palmsonntag Nachmittag sammeln sich Gläubige und Pilger vor der Kirche, um gemeinsam den traditionellen Kreuzweg zu gehen. Dabei werden einige der sonst abgeschlossenen Kapellen aufgesperrt und von den Prozessionsteilnehmern durchquert, sodass dies der einzige Tag im Jahr ist, an dem auch das Innere dieser Kapellen zu sehen ist. Auch an den übrigen Tagen des Jahres lädt der Kreuzweg zu einem schönen Spaziergang durch teils offenes, teils bewaldetes Gelände ein.

## Maltsch-Stausee
Der Staudamm Římov wurde in den Jahren 1971–1978 errichtet und staut den Fluss Malše (Maltsch) zu einem Speichersee. Dieser dient vor allem als Trinkwasserreservoir für die Wasserversorgung Südböhmens, besonders von České Budějovice (Budweis). Der Dauermindestdurchfluss im Lauf unter dem Damm beträgt 650 l/s. Der Stausee ist 13 km lang und die Überflutungsfläche beträgt 210 ha. Bei Hochwasser muss aber vorrangig darauf geachtet werden, das Wasser schonend durch die Abflussvorrichtung abzulassen, damit der Dammkörper nicht beschädigt wird. Deshalb kann das Wasserreservoir von Římov nicht wesentlich zur Begrenzung der Überschwemmungen auf der Malše beitragen.

## Partnergemeinden
- Albrechtsberg an der Großen Krems, Österreich